# Francesc Jarque
Francesc Jarque Bayo (Valencia, 30 de noviembre de 1940-ibídem, 12 de septiembre de 2016) fue un fotógrafo y profesor de fotografía español.

## Biografía
De formación autodidacta, comenzó estudios en la Escuela de Artes y Oficios de Valencia, pasando más tarde y hasta su jubilación, profesor de la institución educativa mentada.
Francesc Jarque se formó en la técnica fotográfica mientras trabajaba en un laboratorio de revelado comercial, el Laboratorio Máxim, donde trabajó desde 1958, dedicándose a la fotografía desde 1961 al comenzar a trabajar en la agencia de publicidad Publipress, empresa donde llegó a estar más de treinta años y de la que fue director del estudio gráfico en 1974, y director artístico en el año 1975.
En su primera etapa, debido a la gran influencia cultural del cine, ha sido considerado por la crítica próximo al neorrealismo italiano, si bien su fotografía se enmarca dentro de un amplio espectro de técnica y corrientes: trabajó tanto en el ámbito de la publicidad, como del reportaje y la divulgación, la ilustración de libros de reputados escritores e historiadores, la crítica social o el fotoperiodismo. Así, fue colaborador habitual de la prensa de la Comunidad Valenciana como el Diario de Valencia o Valencia Semanal.
Se vinculó a grupos artísticos y críticos con el franquismo como Estampa Popular junto a otros artistas como Juan Antonio Toledo, Rafael Solbes y Manolo Valdés, integrados también en el Equipo Crónica.
Colaboró en la divulgación del patrimonio cultural valenciano tanto en las exposiciones que realizó, la primera en 1965, como en las obras en las que colaboró entre las que se señalan El Corpus de Valencia, junto con el arqueólogo Enrique Llobregat, El País Valencià, con Vicent Ventura,  Indumentaria valenciana siglos XVIII-XIX, con Maria Victòria Liceras, las más de cuarenta monografías de temas populares valencianos de María Ángeles Arazo y otras publicaciones y ediciones de obras de Vicente Boix o de Josep Maria Almerich.
Aunque sufrió la censura durante la dictadura franquista, fue en la Transición democrática, en 1981, cuando fue detenido, procesado y condenado por no entregar imágenes de una manifestación ecologista en Valencia que no había sido autorizada, mientras estaba colaborando con  de las revistas Valencia Semanal y Flash Foto. Durante su estancia en la Cárcel Modelo de Valencia recibió el apoyo expreso del ayuntamiento de la ciudad con la visita a la prisión del entonces alcalde, primero de la etapa democrática, Ricard Pérez Casado. La movilización popular consiguió que se le concediera el indulto poco antes de acabar la condena.
En 1997, su archivo fotográfico, compuesto por más de ciento treinta mil documentos de todo tipo, fue adquirido por la Biblioteca Valenciana por 26 millones de pesetas.

## Principios y trucos
Según el propio Jarque indicaba, existen ocho principios y un truco para el desempeño del trabajo de fotógrafo:
1. La fotografía se gesta antes del disparo.
2. Es incorrecto en términos fotográficos hablar de composición.
3. El recurso realmente creativo en la técnica fotográfica es la velocidad de obturación y en menor proporción el desenfoque.
4. El paisaje no se puede captar.
5. Casi siempre hay demasiada información.
6. Reconstrucción de la realidad.
7. No debe hacerse concesiones para que una fotografía sea entendida por la mayoría.
8. Sólo existe un lenguaje universal y es la palabra, que genera imágenes en el cerebro mediante la descripción.

- Por su parte, el truco consiste en no trabajar nunca con modelos profesionales.

## Obra
Francesc Jarque ha participado en un gran número de libros aportando la imagen gráfica al texto de diversos autores. La escritora con quien más colaboró fue con María Ángeles Arazo, con quien publicó entre otros libros:
- En el parque natural de la Albufera.[10]
- Paisajes rurales valencianos.[11]
- Gente marinera.[12]
- El valle de Ayora-Cofrentes.[13]
- Fallas.[14]
- Fiestas de la Comunidad Valenciana.[15]
- Borbotó, Massarrojos.[16]
- Campanar.[17]
- El rincón de Ademuz.[18]
- Fiestas y cultura.[19]
- Pinedo y su gente.[20]
- Arquitectura popular valenciana.[21]
- Jardines de Valencia.[22]
- Tiendas valencianas.[23]
- Valencia próxima.[24]
- Claustros de Valencia.[25]
- Fuentes de Valencia.[26]
- Gozos valencianos en el altar y la cocina.[27]
- Toros y vaquillas en Valencia.[28]
- Barrio del Carmen, Valencia.[29]
- Valencia y su provincia.[30]
- Cerámica valenciana.[31]
- Las fiestas de Valencia.[32]
- Nuestras fiestas.[33]

También colaboró con otros autores como Enric Sòria Parra (Gandia, capital de La Safor), Daniel Benito Goerlich (Arquitectura modernista valenciana), Joaquín Bérchez (Arquitectura barroca valenciana, Arquitectura renacentista valenciana), con  Trinidad Simó y Carmen Jordá Such ( Valencia centro histórico: guía urbana y de arquitectura) o , Ximo Sánchez (Les Observacions de Cavanilles)
Destacan también obras como El Corpus de Valencia, con E. Llobregat, 1978; El País Valencià, con Vicent Ventura, 1978; Valencia centro histórico, con T. Simó, 1983; Huerta de Valencia; Indumentaria valenciana siglos XVIII-XIX, o La terra, l'aigua, l'home, con J.M. Almerich.

## Premios y reconocimientos
En 1981, tras salir de la prisión, recibió el Premio a la Libertad de Expresión por la Unión de Periodistas del País Valenciano.
En 1995 "Premio especial fotografía" dentro de los IV Premios Turia.
En 1998 Premio Cavanilles del Centro Excursionista de Valencia.
En 1999 recibió el "Cavanilles" de la Unión de Periodistas de Turismo, compartido con la escritora Mª Ángeles Arazo, y además fue elegido académico de número de la Real Academia de Bellas Artes de San Carlos, siendo el primer fotógrafo que fue admitido en la institución por tal condición.
En junio de 2016 fue nombrado Hijo Predilecto de Valencia.
Tras su muerte siguen realizándose exposiciones sobre su obra destacando por ejemplo:
L’habitatge temporal, en la Casa de la Cultura del Ayuntamiento de Játiva en 2016.
Exposición fotográfica, Francesc Jarque, Palau de la Generalitat de Valencia en 2016.
Mostra de fotografia valenciana a través de la Col.lecció Railowsky, en la Foto-Galería Railowsky, Valencia, 01 dic de 2017 - 13 ene de 2018.
Francesc Jarque: fotogramas de una ciudad, en la Sala de Exposiciones Municipales del Ayuntamiento de Valencia en 2019.
Jarque la cámara y la vida, exposición temporal en el Museo Valenciano de Etnología.

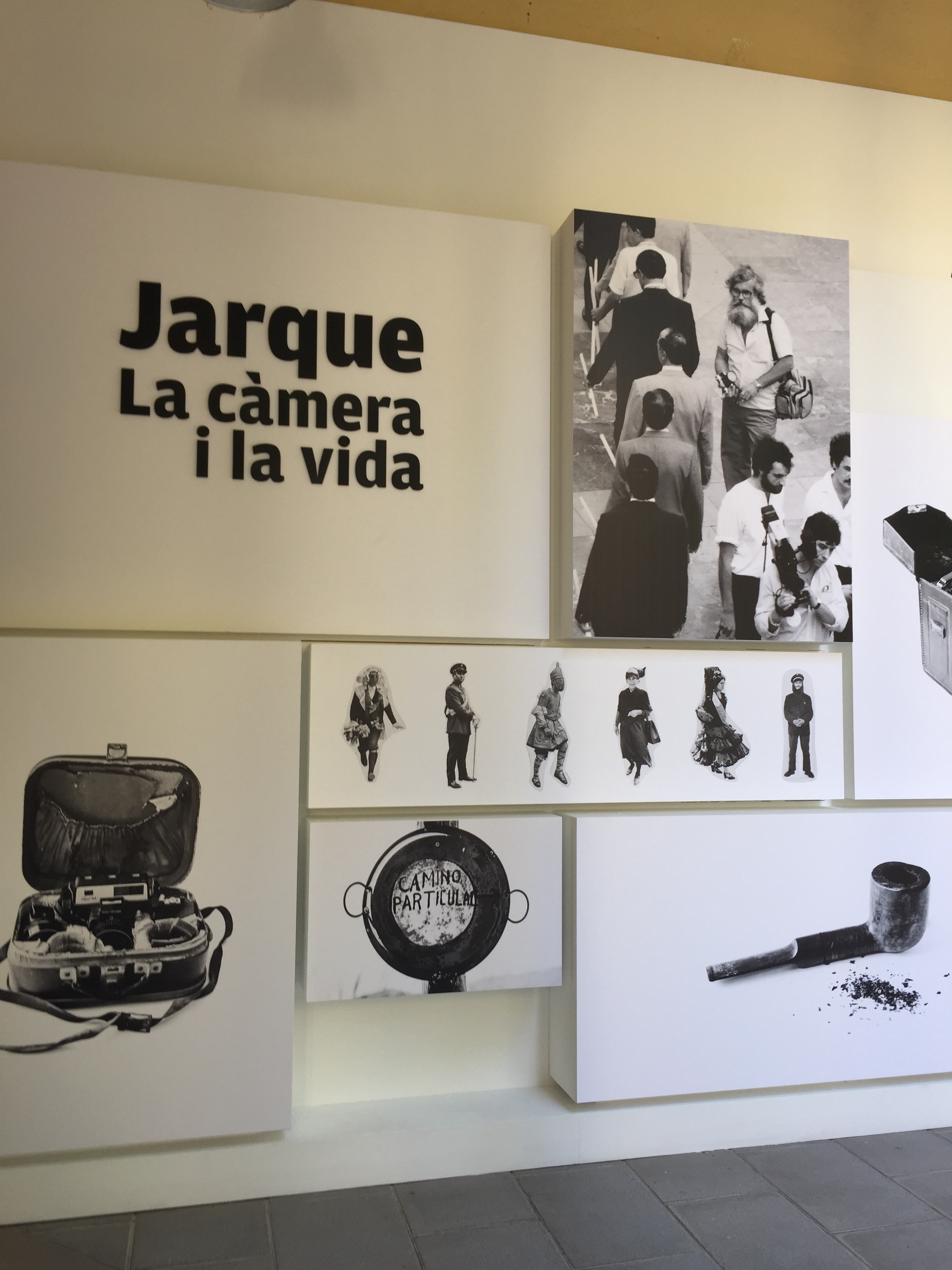
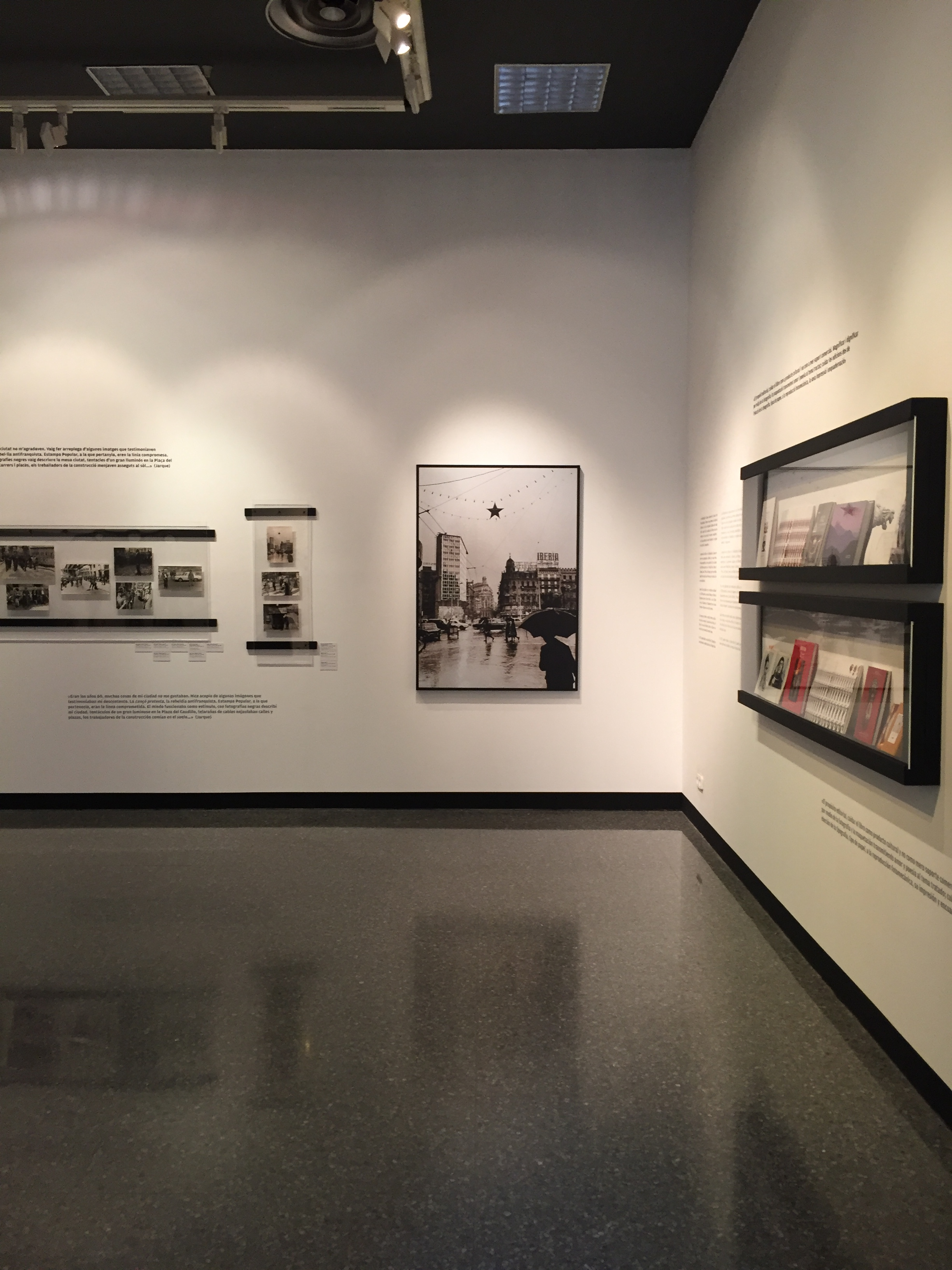
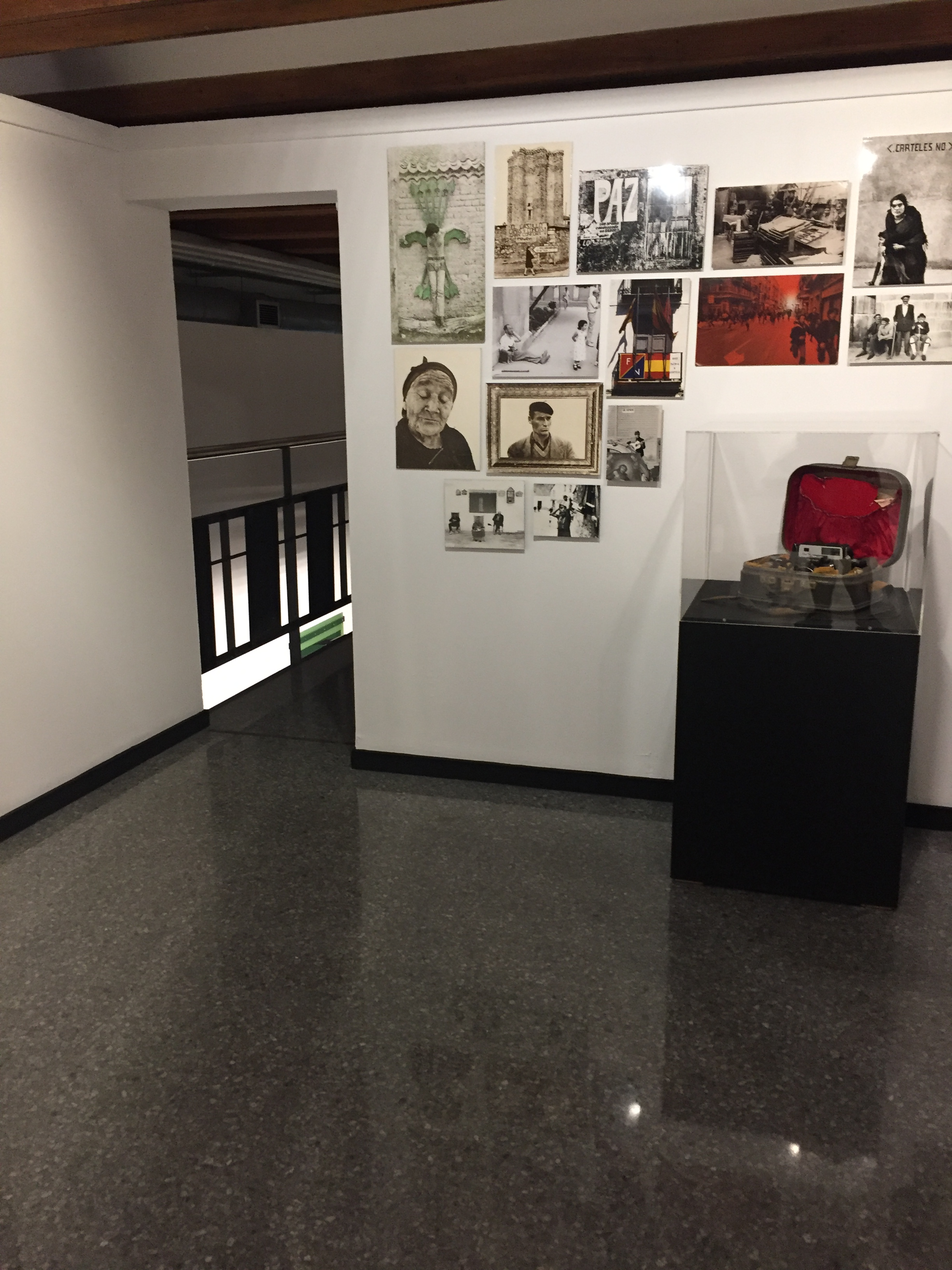
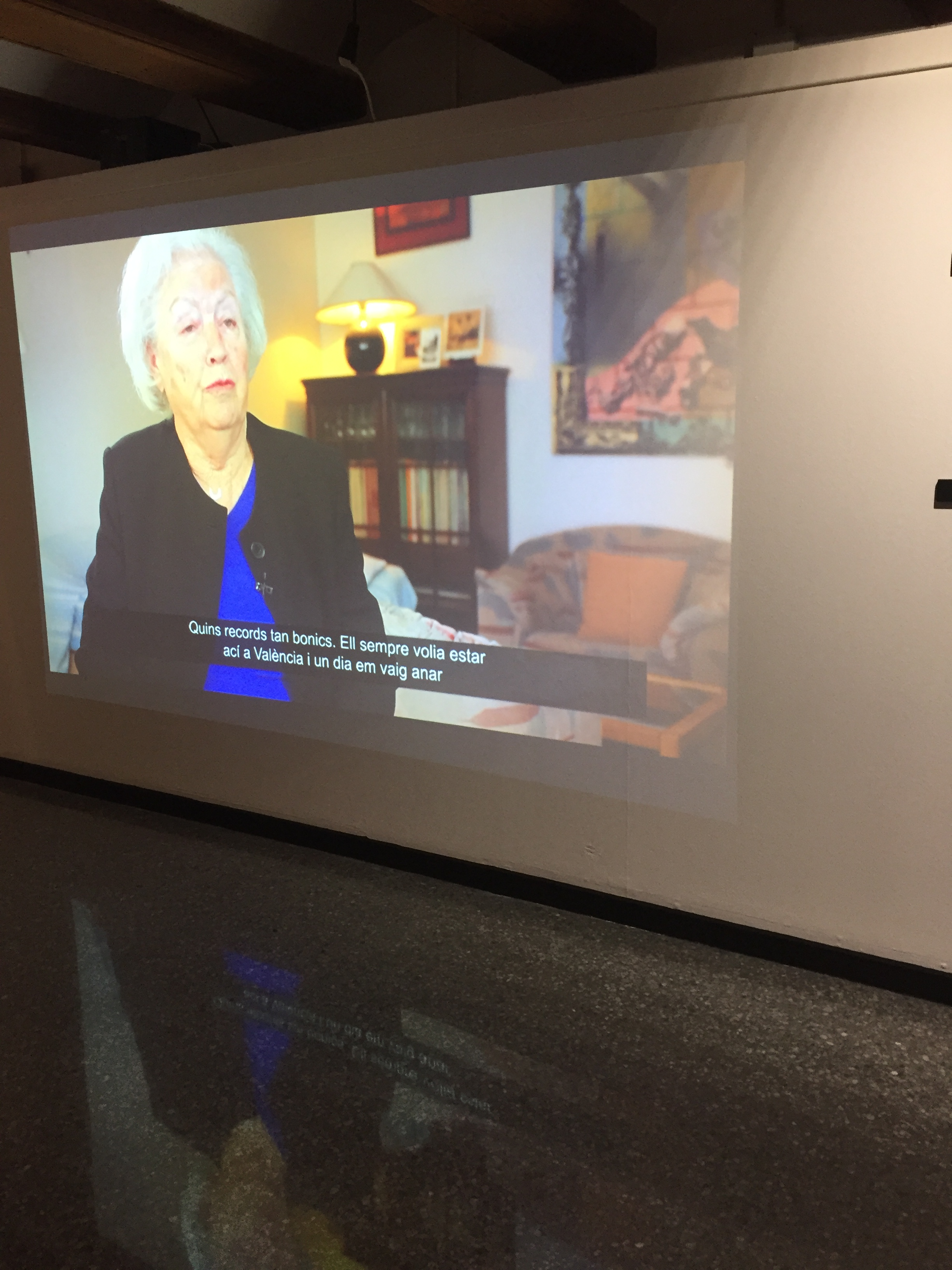